# Ель-Карраскалехо
Ель-Карраскалехо (ісп. El Carrascalejo) — муніципалітет в Іспанії, у складі автономної спільноти Естремадура, у провінції Бадахос. Населення — 93 особи (2010).
Муніципалітет розташований на відстані близько 270 км на південний захід від Мадрида, 55 км на схід від Бадахоса.
На території муніципалітету розташовані такі населені пункти: (дані про населення за 2010 рік)
- Ель-Карраскалехо: 93 особи
- Канчо-Гордо: 0 осіб

## Демографія
Динаміка населення (INE ):